# Giardia lamblia
Giardia lamblia és una espècie de protozou diplomonàdid paràsit que infecta el tracte gastrointestinal i causa la giardiosi, i que va ser descobert per Antoine van Leeuwenhoek.
Presenta dues morfologies o formes de vida: el trofozoït, que és la forma vegetativa i que es caracteritza per presentar 2 nuclis i 4 parells de flagels; i el quist, la forma de resistència i que es caracteritza per presentar 4 nuclis. El seu metabolisme és anaerobi quimioheteròtrof, amb dues vies principalment: glicòlisi i via de l'arginina deshidrolasa.
Es pot transmetre i disseminar molt fàcilment, ja que els quists resisteixen molt a l'ambient i per la seva baixa dosi mínima infectiva. Es transmet en forma de quist a través de la ingestió en l'aigua o aliment, a l'estómac s'alliberen els trofozoïts, que són els que produeixen la malaltia allotjant-se massivament als enteròcits del duodè. Després es tornen a formar els quists per tornar a infectar.

## Descobriment i Història taxonòmica

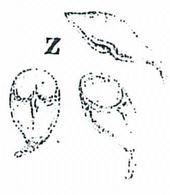
Il·lustració de Giardia lamblia, feta per Vilém Lambl. Publicada el 1859

El 1681 Antonie van Leeuwenhoek va descriure animàlculs en una carta que semblaven trofozoïts de Giardia. Por lo que Giardia lamblia va ser descoberta probablement per Anton van Leeuwenhoek. El 1859, Vilém Lambl va descriure els trofozoïts de Giardia lamblia, que va anomenar Cercomonas intestinalis, quan els va veure en la femta d'un pacient pediàtric. El 1882 es va descriure el gènere Giardia per a designar protozous que es van a observar en el sistema digestiu d'amfibis. El 1914, Alexeieff va assenyalar que l'espècie que coneixem avui dia com Giardia lamblia, pertanyia a aquest gènere. El 1915, Charles Stiles va proposar la nomenclatura binominal de Giardia lamblia, que sigueix en ús avui día. Finalment, el 1921, Charles E. Simon va publicar una descripció detallada de la morfologia de Giardia lamblia.

## Morfologia
Giardia lamblia presenta dues formes de vida: el trofozoït (la forma vegetativa) i el quist (la forma de resistència).

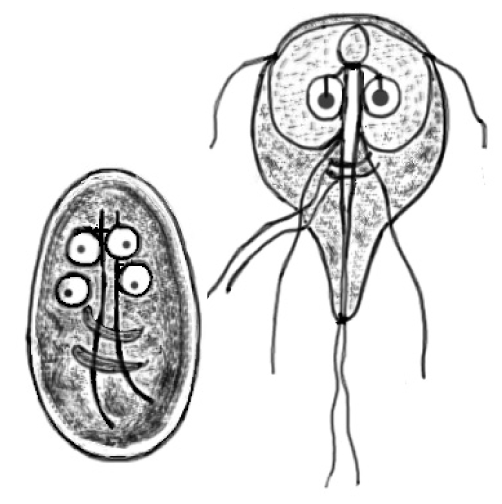
Dibuix de la morfologia de Giardia lamblia, a l'esquerra hi ha el quist i a la dreta el trofozoït.

### Trofozoït
El trofozoït és el responsable de la manifestació clínica de la giardiosi. La seva morfologia és piriforme amb una mida de 12-15 per 5-9 micròmetres.
Presenta un disc suctor, a la part més anterior, i que li permet adherir-se a l'epiteli intestinal. Aquest té una part central rígida que divideix el seu cos en dos i que s'anomena axonema o axostil. Té dos nuclis ovalats situats a la part anterior, un a cada costat de l'axostil central, i que són similars en contingut d'ADN, transcripció i temps de replicació. A la part mitja, i sobre l'axostil es troben els cossos parabasals, que assimilen la boca. Aquesta és la forma vegetativa, és per això que presenta 4 parells de flagels, que neixen del blefaroplast i que li permeten moure's per l'intestí. Aquests es troben en les posicions: anterior, posterior, neutral i caudal.
Aquesta és la forma vegetativa, és per això que presenta 4 parells de flagels, que neixen del blefaroplast i que li permeten moure's per l'intestí. Aquests es troben en les posicions: anterior, posterior, neutral i caudal.
El seu citoplasma conté ribosomes, microtúbuls, endomembranes i dipòsits de glicogen. No presenten ni mitocondris ni aparell de Golgi. Però, si que presenten entre 25 i 100 mitosomes els quals probablement siguin un romanent dels mitocontris. Son uns orgànuls de doble membrana que estan involucrats en la biosíntesi de clústers de ferro i sofre.

### Quist
El quist és la forma de transmissió del paràsit. Aquest té una morfologia el·lipsoidal amb una mida de 8-12 per 5-8 micròmetres.
En ser la forma de resistència, té una paret gruixuda anomenada paret quística. Els quists immadurs presenten 2 nuclis, però els madurs en presenten 4. En el seu citoplasma podem trobar restes de flagels, dels cossos parabasals, i 8 axonemes.També podem trobar ribosomes, vacuoles i fragments del disc suctor. Com en el cas del trofozoït no trobem ni mitocondris ni aparell de Golgi.
Cada quist conté els organuls necessaris per formar 2 trofozoïts.

## Metabolisme

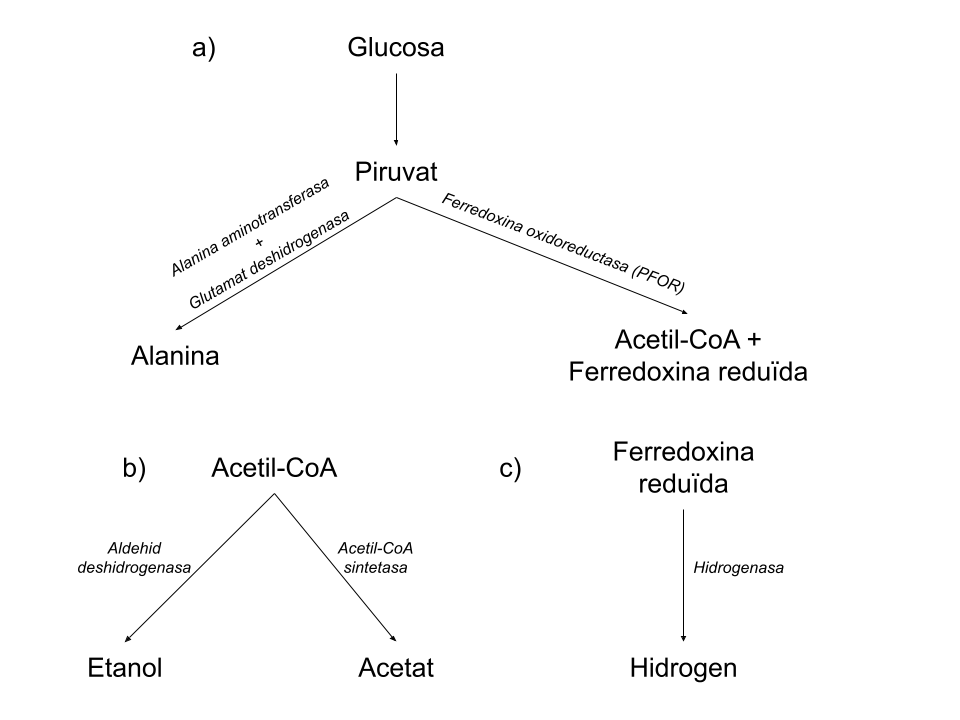
Metabolisme de la glucosa de Giardia lamblia. (a) La glucosa passa a piruvat, i aquest es pot transformar en acetil-CoA i ferredoxina reduïda o en alanina. (b) L'Acetil-CoA, que s'obté a partir del piruvat, es pot transformar en acetat o en etanol. (c) La ferredoxina reduïda es transforma en hidrogen.

Giardia lamblia es un paràsit anaerobi, quimiótrof i heterótrof. No té capacitat de biosíntesi de lípids ni nucleòtids. No presenta mitocondris, per això produeix la seva energia utilitzant els seus mitosomes per trencar la glucosa que obté de l'hoste, a través de la glicòlisi, així com per la via de l'arginina dihidrolasa.
En condicions d'anaerobiosi utilitza la glucosa per obtenir energia, a la qual li va fent fosforilacions mitjançant enzims solubles que no es troben en cap orgànul. A part, també presenten la via de les pentoses fosfat i glicòlisi per degredar la glucosa. El piruvat que s'obté en aquestes vies passa a acetil-CoA i ferredoxina reduïda per l'enzim ferredoxina oxidoreductasa (PFOR). L'acetil-CoA pot passar a acetat mitjançant l'enzim acetil-CoA sintetasa, o a acetaldehid i després etanol amb l'enzim aldehid deshidrogenasa. La ferredoxina reduïda, en canvi, es oxidada per l'enzim hidrogenasa, produint hidrogen. També, a partir del piruvat, es pot obtenir alanina mitjançant els enzims alanina aminotransferasa i glutamat deshidrogenasa.
La via de l'arginina deshidrolasa (ADiHP) es una forma d'utilitzar l'arginina del medi produint ornitina i amoni, i alhora que obtenint energia.

## Genètica
La mida del seu genoma es de 12 milions de parells de bases i uns 5000 gens codificadors de proteïnes. con un contingut G+C de 46%. Giardia lamblia té una ploïdia de 4, amb 2 conjunts de 5 cromosomes en cadascun dels seus 2 nuclis. A més, en el present encara es debat si realitza una veritable reproducció sexual.
Així mateix, Giardia lamblia actualment es veu com un complex d'espècies, els seus membres, o "assemblatges", són molt semblants morfològicament, però varien àmpliament en la seva genètica. Podent variar en els hostes que infecten i havent-se proposat en el passat que fossin separats en espècies diferents i es deixés de tractar a Giardia lamblia com una sola espècie. Els noms que es van suggerir per a cada assemblatge són G. duodenalis per l'assemblatge A, Giardia enterica per l'assemblatge B, Giardia canis pels assemblatges C i D, Giardia bovis per l'assemblatge E, Giardia cati per l'assemblatge F, i Giardia simondi per l'assemblatge G. No hi ha nom proposat per l'assemblatge H.

## Cicle biològic

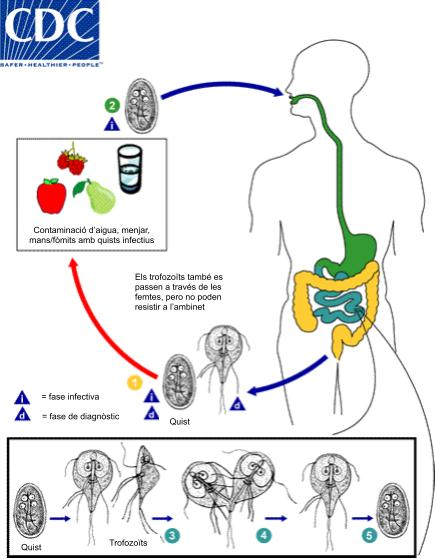
Cicle biològic de Giardia lamblia, des que es ingerida en aigua, menjar o mans/fòmits, fins que es transmessa a través de femtes.

Giardia lamblia entra al cos en forma de quist a través de la ingestió en l'aigua o l'aliment o entre persones. El quist és la forma de resistència i la que es troba en l'ambient, per tant és la forma infectiva.
El pas del quist pel tub digestiu provoca l'alliberació dels trofozoïts en un procés que es coneix com a exquistació. Es dona al duodè, el seu hàbitat, a causa del seu pas per l'estómac, que estova la paret cel·lular i per la presència de colesterol i aigua a l'intestí prim. Cada quist allibera dos trofozoïts.
Un cop el trofozoït arriba a l'intestí aquest s'adhereix a l'epiteli intestinal mitjançant el disc suctor. Aquest disc té una estructura paradiscal rígida que permet perforar lleugerament la mucosa per penetrar-la. Després, s'ajuda de la força dels flagels ventrals i utilitza les múltiples proteïnes contràctils presents. A part la succió mecànica, presenta enzims com la sulfatasa, fosfatasa àcida, hidrolasa, cisteïnproteinasa i tiolproteinasa per adherir-se.
Giardia es manté a l'intestí utilitzant els nutrients que ingereix la persona per créixer i dividir-se per fissió binària longitudinal, ja que no presenta reproducció sexual. Els trofozoïts poden mantenir-se adherits, però altres estaran lliures i seran arrossegats pel trànsit intestinal cap a l'intestí gros.
La baixada en la concentració de colesterol i aigua presents en l'ili terminal i l'intestí gros estimulen l'activació dels gens per l'enquistació o formació dels quists, possiblement per l'alteració de la permeabilitat de la membrana. Si el trànsit intestinal fos molt ràpid, el qual és possible per la diarrea que presenten els pacients, el trofozoït podria no tenir temps de fer l'enquistació i, per tant, no podria resistir a l'ambient. Si no, el quist surt a l'exterior i es completa el cicle.

## Patogènia

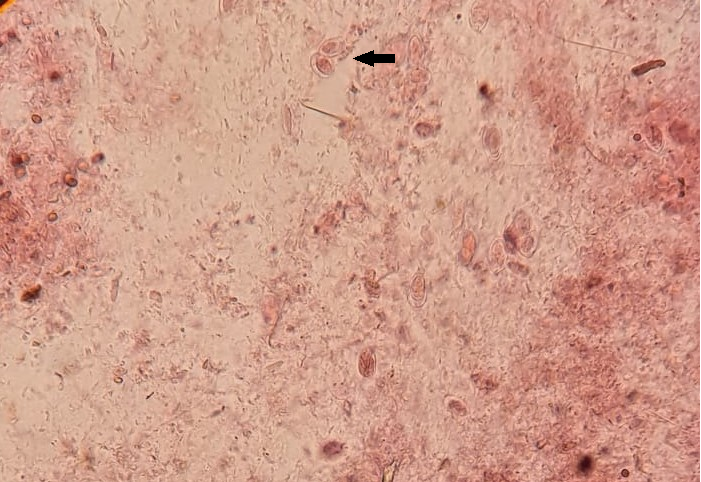
Mostra de femta humana amb quists de Giardia lamblia observada en microscopi òptic a 400 augments

Els trofozoïts de Giardia produeixen la malaltia allotjant-se massivament als enteròcits del duodè. Parasiten utilitzant el disc suctor per a generar pressió negativa i adherir-se a l'intestí, no envaeixen la mucosa, l'entapissen. També són ajudats pels seus flagels i proteïnes del disc suctor com la giardina, l'actina, la miosina, la tropomiosina, la vinculina i la lectina.
Proteïnes de Giardia com la lectina, la sulfatasa, la hidrolasa, la fosfatasa àcida, la cisteinproteinasa i la tiolproteinasa, a més de participar en l'adherència, interactuen amb les cèl·lules de l'epiteli destruint-les i exfoliant les microvellositats de la paret del duodè. A més a més, la irritació de Giardia és catarral, és a dir, fa que l'epiteli produeixi moc, la qual cosa, en conjunt amb Giardia ocupant espai, dificulta encara més l'absorció de nutrients, especialment els greixos.
Giardia destrueix les unions entre les cèl·lules de la paret intestinal i genera hiperplàsia de les cèl·lules caliciformes, la qual cosa augmenta la permeabilitat transepitelial. A més, la destrucció pot arribar a obligar a un constant reciclatge dels epitelis amb cèl·lules immadures, que encara no són capaces d'absorbir certes molècules, empitjorant la mala absorció
No es coneix el mecanisme pel qual Giardia causa les diarrees, però si com provoca símptomes com dolor abdominal de lleu a intens que empitjora amb el consum d'aliments, nàusees, fatiga, flatulències, vòmits i pal·lidesa. Que prové de la mala absorció descrita anteriorment. La giardiosi també pot presentar-se en forma crònica, la qual provoca els símptomes anteriors i pèrdua de pes, hiporèxia, distensió abdominal i alçada curta en nens, produit por la acció prol·longada de Giardia. La mala olor de la femta i l'esteatorrea, és a dir, l'abundància de greixos en la femta, son també signes importants de giardiosi, perquè indiquen una mala absorció dels nutrients.

## Transmissió

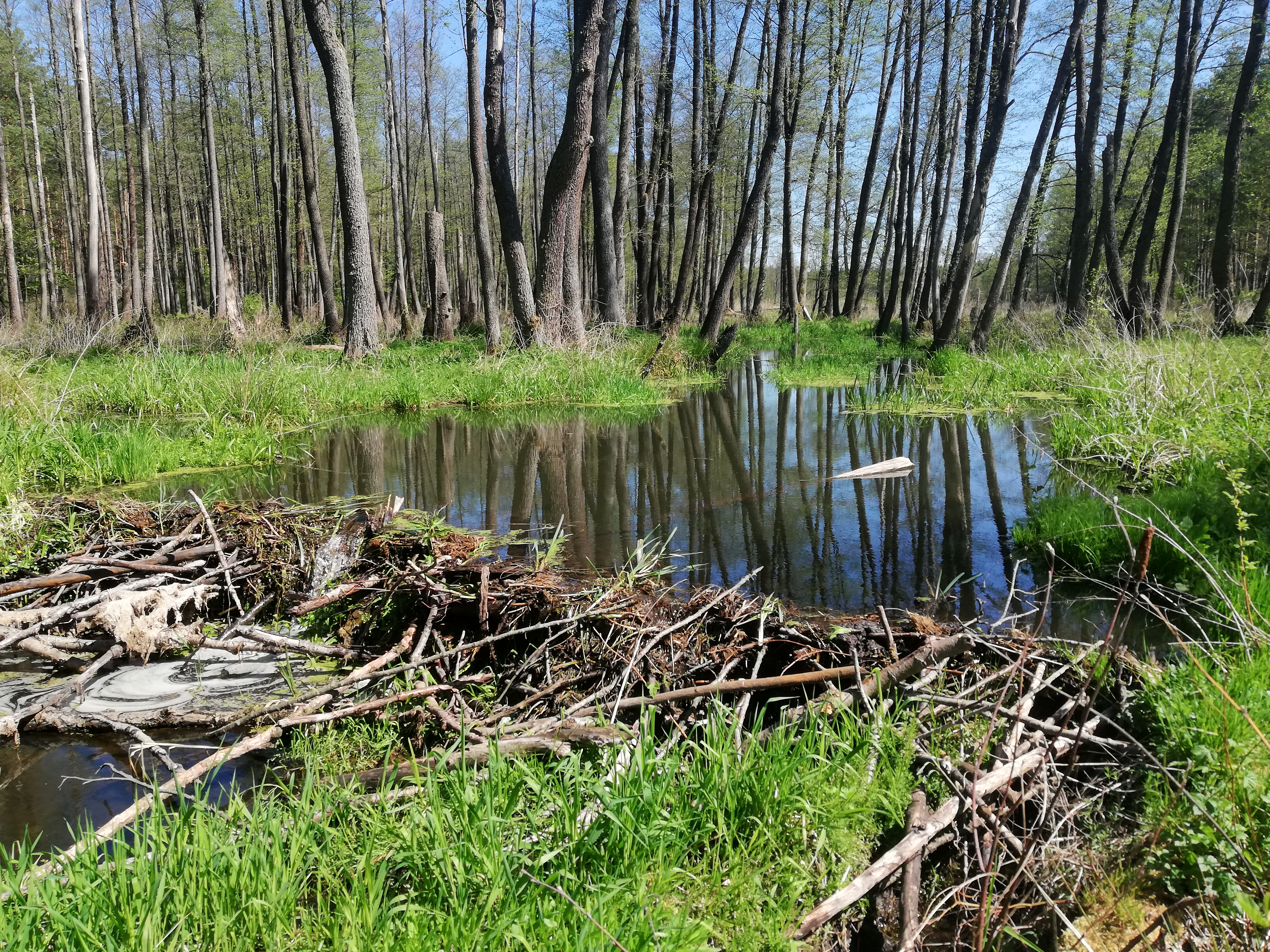
Presa fabricada per castors, com es tracten d'un reservori de Giardia l'aigua estancada podria estar contaminada

Giardia lamblia és un patogen que es pot transmetre i disseminar molt fàcilment, degut principalment a l'alta resistència dels quists a l'ambient, a la dosi infecciosa molt baixa i també a la presència de múltiples reservoris. La infecció és causada per la ingesta dels quists excretats per la femta, humana o d'animals. En tractar-se d'una dosi mínima infecciosa molt baixa, de només entre 10 i 100 quists, qualsevol superfície o medi en contacte amb les femtes és susceptible a provocar la infecció. Principalment, es produeix per la ingesta d'aigua que no ha estat filtrada ni esterilitzada adequadament, ja que a diferència d'altres microorganismes presenta un quist altament resistent que no s'elimina amb la cloració, de manera que es manté en aigua freda durant setmanes o mesos en aigua de consum o de bany en aigües recreacionals com piscines o banyeres d'hidromassatge. Per tant, pot ser present en pous contaminats i, especialment, fonts d'aigua estancada, com estanys naturals, sistemes d'emmagatzematge d'aigua de pluja i fins i tot rierols de muntanya, tot i semblar nets. És especialment interessant el cas d'infeccions per banys en preses artificials fetes per castors, fet pel qual la giardiosi s'ha anomenat també la febre del castor. L'aigua de consum es veuria principalment afectada per tractament inadequat de les aigües residuals, mentre que com l'aigua de bany normalment està altament clorada i filtrada els cists apareixen per la introducció directa de restes de femtes pels banyistes, principalment nens.
A part del consum d'aigua, sigui voluntari o accidental durant el bany, Giardia es pot transmetre a través del consum d'aliments crus com fruites o hortalisses que han estat en contacte amb aigua contaminada o no s'han rentat degudament. A més a mes, la presència de Giardia a l'aigua fa susceptible als animals filtradors, que poden acumular-la i concentrar-la i, per tant, acabar en el consumidor. També es pot transmetre persona a persona per contactes com les relacions sexuals anals o per superfícies infectades per femtes de persones infectades, sobretot degut als asimptomàtics que poden eliminar molts quists per la femta sense saber que estan infectats.

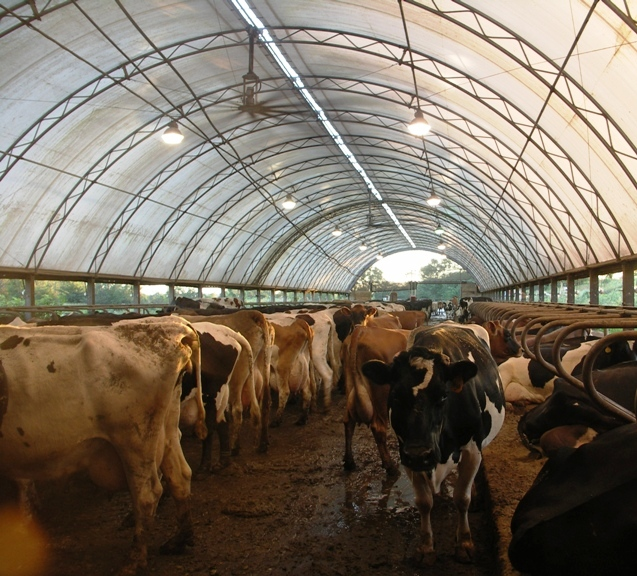
Granja de vaques per la producció de llet. En aquestes condicions de sobrepoblació i si no es manté bona higiene podríem fàcilment trobar Giardia

Una altra via d'infecció possible és la zoonosi, ja que a part de l'humà Giardia presenta altres reservoris en mamífers ja sigui animals domèstics com gossos o gats, bestiar, ovelles i cabres, o animals salvatges com a castors, la rata mesquera i altres rosegadors. Els gossos tenen una alta taxa d'infecció, i com en humans, la infecció és més freqüent en cadells que en adults, ja que el 30% de la població menor d'un any està infectada, tot i que tant gossos com gats es poden tractar. Els xais normalment simplement perden pes, però en els vedells, pot ser fatal. A més a més, els portadors entre vedells també poden ser asimptomàtics. Igual que en el cas de la transmissió entre humans, les mesures higièniques deficients, un tractament incorrecte de l'aigua i, especialment en el cas del bestiar, les condicions de sobreocupació en les granges afavoreixen molt la transmissió, el qual provoca que un gran percentatge dels animals de granja es trobi infectat per Giardia. Doncs, els animals domèstics, principalment gossos i gats, poden infectar a les persones si entrem en contacte amb les seves femtes ja sigui per superfícies, en aigua contaminada o pel contacte directe. Per tant, les superfícies sospitoses d'estar infectades han de ser netejades i desinfectades amb lleixiu i s'han de mantenir bones pràctiques d'higiene, com rentar-se les mans sovint.
Tot aquests factors provoquen que, tot i que Giardia lamblia tingui una distribució global, sigui més prevalent en climes càlids i temperats i en regions amb mesures higièniques deficients, com les llars d'infants o països endèmics subdesenvolupats on no hi ha un tractament correcte de les aigües. De fet, en països desenvolupats la prevalença és del 2 al 5% i en països subdesenvolupats és del 20 al 69%. La giardiosi és més prevalent en nens que en adults, sense importar el sexe. La principal raó és no mantenir les mesures higienes adequades en llars d'infants, per exemple en el canvi dels bolquers. A més a més, en zones no endèmiques la giardiasis pot presentar estacionalitat amb més prevalència al final de l'estiu i principis de la tardor. Això és segurament causat per activitats de lleure a l'estiu com el bany en aigües contaminades o el càmping, que pot provocar la ingesta d'aigua que no s'ha tractat adequadament. Aquestes persones serien infectades i com el temps d'incubació és llarg, d'entre 1 i 8 setmanes, la malaltia es presenta més tard.